# 西北1948年冬季战役
西北1948年冬季战役又稱西北冬季战役，是1948年11月上旬，西北野战军在渭河以北地区對中華民國國軍胡宗南部发起的战役。戰役至1948年11月28日10时结束，國民革命軍第七十六軍在此戰役中被消滅。